# 抗震劑
（antiknock agent），又称汽油抗爆劑、辛烷值提升劑，是一種添加在汽油中做為抗震爆之用，減輕汽油在引擎內燃燒時產生的爆震。
曾经多以四乙基鉛做為汽油中的抗震劑，但因為鉛會造成環境污染及人體的危害，還是有其他化合物可以取代四乙基鉛。例如：甲基第三丁基醚、甲基環戊二烯三羰基錳（MMT）。
依照添加抗震劑量的不同，汽油可以進而區分為92無鉛汽油、95無鉛汽油、98無鉛汽油。如果一種油品在引擎中所產生的震爆，與體積組成的95%的異辛烷及5%的正庚烷的震爆程度相同，稱此油品的辛烷值為95，即為市售之95無鉛汽油。其餘亦同。

## 作用
四乙基鉛一度廣泛使用作為添加劑加在汽油，以提高燃料的辛烷值，以防止發動機內發生震爆，從而能夠使用更高的壓縮比率，藉以提高汽車發動機效率和功率。並延長各零件的壽命。四乙基鉛燃燒會產生固體一氧化鉛和鉛。
辛烷值（octane number，簡寫為O.N.）：內燃機燃料抗爆震程度的量化數值。協定正庚烷為0，異辛烷為100。
燃料的化學結構影響油品的辛烷值，以百分之百的正庚烷（直鏈型）組成的燃料，抗震爆能力甚差，辛烷值定為0。
若以百分之百的異辛烷（多支鏈型）為燃料，引擎的震爆情形較平穩，其辛烷值定為100。

## 健康影響及其相關化學特性
- 鉛：對人體的影響及環境污染
- 烷：相關之化學特性
- 抗爆劑
- 鉛中毒